# Ernest Obiena
Ernest John Obiena (Manila, 17 de noviembre de 1995) es un deportista filipino que compite en atletismo. Ganó dos medallas en el Campeonato Mundial de Atletismo, en los años 2022 y 2023, en la prueba de salto con pértiga.

## Palmarés internacional
| Campeonato Mundial | Campeonato Mundial      | Campeonato Mundial | Campeonato Mundial |
| Año                | Lugar                   | Medalla            | Prueba             |
| ------------------ | ----------------------- | ------------------ | ------------------ |
| 2022               | Eugene (Estados Unidos) | Medalla de bronce  | Salto con pértiga  |
| 2023               | Budapest (Hungría)      | Medalla de plata   | Salto con pértiga  |